# Pseudostenophylax kamba
Pseudostenophylax kamba är en nattsländeart som beskrevs av Mosely in Kimmins 1950. Pseudostenophylax kamba ingår i släktet Pseudostenophylax och familjen husmasknattsländor. Inga underarter finns listade i Catalogue of Life.